# Liste von Kunstwerken im öffentlichen Raum in Lenzburg
Diese Liste von Kunstwerken im öffentlichen Raum in Lenzburg beinhaltet Objekte im öffentlichen Raum in der Stadt Lenzburg im Schweizer Kanton Aargau. Dazu gehören unter anderem Skulpturen, Installationen, Werke der Kategorie Kunst am Bau, Brunneninstallationen, Denkmäler, Wirtshausschilder und andere Gegenstände. Die erfassten Objekte stammen aus verschiedenen Jahrhunderten.
Die Liste erhebt keinen Anspruch auf Vollständigkeit, weil einzelne Objekte gelegentlich umplatziert werden und andere neu hinzukommen. Bestimmte Kunstwerke sind Bestandteile von Gebäuden, die in der Liste der Kulturgüter in Lenzburg aufgeführt sind.

## Objekte
| Foto                              |                 | Objekt                             |  | Typ                                                             |  |                 | Teil von                                                        | Standort                                         | Künstler                          | Datierung | Beschreibung |
| --------------------------------- | --------------- | ---------------------------------- |  | --------------------------------------------------------------- |  | --------------- | --------------------------------------------------------------- | ------------------------------------------------ | --------------------------------- | --------- | --- |
| Wappen Lenzburg                   | Datei hochladen | Wappen Lenzburg                    |  | Relief                                                          |  |                 | Tordurchgang «Durchbruch»                                       | Kirchgasse ·                                     | Arnold Hünerwadel                 | 1911      | Schlussstein des stadtseitigen Torbogens |
| Wappen Lenzburg                   | Datei hochladen | Wappen Lenzburg                    |  | Bauplastik                                                      |  |                 | Rathaus Lenzburg                                                | ·                                                |                                   | 1677      | |
| Lenzburger Grenzstein             | Datei hochladen | Lenzburger Grenzstein              |  | Betonguss                                                       |  |                 |                                                                 | Aarauerstrasse ·                                 | Peter Hächler                     | 1956      | Exemplar an der Aarauerstrasse aus einer Serie von vier gleichartigen Betonskulpturen für die grossen Ausfallstrassen von Lenzburg                                                                                |
| Lenzburg MCMIII                   | Datei hochladen | Lenzburg MCMIII                    |  | Bauplastik                                                      |  |                 | Angelrainschulhaus                                              | Angelrainstrasse ·                               |                                   |           | Schlussstein des Torbogens am Angelrainschulhaus |
| Lenzburger Wappen                 | Datei hochladen | Lenzburger Wappen                  |  |                                                                 |  |                 | Denkmal Fünflinden                                              | Fünflinden, Aarauerstrasse ·                     |                                   | 2004      | Stele mit Reliefs und Texttafel |
| Taufstein                         | Datei hochladen | Taufstein                          |  | spätgotischer Taufstein                                         |  |                 |                                                                 | Bahnhofstrasse ·                                 |                                   | 16. Jh.   | Taufstein, gefunden 2015 auf Schloss Lenzburg, 2019 bei der katholischen Kirche Herz Jesu aufgestellt |
| Bern-Reich                        | Datei hochladen | Bern-Reich                         |  | Wappenrelief                                                    |  |                 | Schloss Lenzburg                                                | ·                                                |                                   | 1625      | |
| WappenreliefVon Erlach/Bern-Reich | Datei hochladen | Wappenrelief Von Erlach/Bern-Reich |  | Wappentafel mit Inschrift                                       |  |                 | Schloss Lenzburg                                                | Schloss Lenzburg ·                               |                                   | 1596      | Wappentafel von Landvogt Anton von Erlach (1557-1617) |
| Wappenrelief                      | Datei hochladen | Wappenrelief                       |  | Wappentafel mit Devise Sandstein                                |  |                 | Schloss Lenzburg                                                | Schloss Lenzburg ·                               | unbekannt                         | 1721      | Wappentafel mit Berner Wappen |
| Zifferblatt einer Turmuhr         | Datei hochladen | Zifferblatt einer Turmuhr          |  | Uhr Eisenblech bemalt                                           |  |                 | Schloss Lenzburg                                                | Schloss Lenzburg ·                               | unbekannt                         | 1659      | |
| Grabmal Samuel Fischer            | Datei hochladen | Grabmal Samuel Fischer             |  | Grabmal                                                         |  | Denkmal         |                                                                 | Stadtkirche ·                                    |                                   | undatiert | Grabplatte für Samuel Fischer, Obervogt zu Lenzburg |
| BW                                | Datei hochladen | Grabplatten                        |  | Grabmal                                                         |  | Denkmal         | Stadtkirche Lenzburg                                            | Stadtkirche ·                                    |                                   |           | Gruppe von Steinplatten mit Inschriften und figürlichem Dekor; Grabdenkmäler für vier Berner Landvögte auf Schloss Lenzburg und andere Personen                                                                   |
| Klausbrunnen                      | Datei hochladen | Klausbrunnen                       |  | Brunnenkunstwerk                                                |  | Brunnen         |                                                                 | Metzgplatz ·                                     | Anton Wyg                         | 1572      | Brunnentrog mit Lenzburger Wappen, Säule mit Puttenkapitell und Figur Fahnenträger |
| Brunnen Aabach                    | Datei hochladen | Brunnen Aabach                     |  |                                                                 |  |                 |                                                                 | Bachstrasse ·                                    |                                   |           | |
| Schmittenbrunnen                  | Datei hochladen | Schmittenbrunnen                   |  |                                                                 |  |                 |                                                                 | Sternenplatz ·                                   |                                   |           | Ovale Brunnenschale, Säule mit Kugel |
| Krone                             | Datei hochladen | Krone                              |  | Hausschild                                                      |  |                 | Hotel Krone                                                     | Kronenplatz ·                                    |                                   | 1764      | Wirtshausschild zum Neubau des Gasthofs für den Wirt Johannes Rohr |
| Karyatide                         | Datei hochladen | Karyatide                          |  | Bauplastik, geschnitzter Bug                                    |  |                 | Hotel Krone                                                     | ·                                                |                                   |           | |
| Inschrift                         | Datei hochladen | Inschrift                          |  | Bauinschrift Marmor                                             |  |                 | Stadtbibliothek                                                 | Kirchgasse ·                                     |                                   | 1793      | Inschrift über dem Eingang des als Stadtspital errichteten Bauwerks |
| Hirschen                          | Datei hochladen | Hirschen                           |  | Hausschild                                                      |  |                 |                                                                 | Rathausgasse, Leuengasse ·                       |                                   |           | |
| Burghalde 25                      | Datei hochladen | Burghalde 25                       |  | Hausschild                                                      |  |                 | Gasthof Burghalde 25                                            | Burghaldenstrasse ·                              |                                   |           | |
| Ochsen                            | Datei hochladen | Ochsen                             |  | Hausschild                                                      |  |                 | Gasthof Ochsen                                                  | Burghaldenstrasse ·                              |                                   |           | |
| Zum Roten Schild                  | Datei hochladen | Zum Roten Schild                   |  | Hausschild                                                      |  |                 |                                                                 | Rathausgasse ·                                   |                                   |           | |
| Widder                            | Datei hochladen | Widder                             |  | Gartenskulptur                                                  |  |                 | Burghalde                                                       | Burghalde ·                                      |                                   |           | Aufsatzurne eines Steinpfostens des Gartengitters bei der Burghalde Lenzburg |
| Augustin Keller                   | Datei hochladen | Augustin Keller                    |  | Grabmal                                                         |  | Denkmal         | Grabmal                                                         | Friedhof Lenzburg ·                              |                                   |           | Obelisk mit Medaillon |
| Grabmal Wedekind                  | Datei hochladen | Grabmal Wedekind                   |  | Grabmal mit Vase                                                |  | Denkmal         |                                                                 | Friedhof Lenzburg ·                              | Louis Wethli                      |           | Marmorurne von Louis Wethli auf späterem quadratischem Sockel. Grabmal für mehrere Personen der Familie Wedekind                                                                                                  |
| Steinurne                         | Datei hochladen | Steinurne                          |  | Grabmonument                                                    |  | Denkmal         |                                                                 | Friedhof Lenzburg ·                              |                                   |           | |
| Brünggelbrunnen                   | Datei hochladen | Brünggelbrunnen                    |  | Brunnenaufsatz                                                  |  | Brunnen         |                                                                 | Burghaldenstrasse ·                              |                                   |           | |
| Denkmal Walo von Greyerz          | Datei hochladen | Denkmal Walo von Greyerz           |  |                                                                 |  |                 |                                                                 | Häxenplatzweg, an einer Kreuzung von Waldwegen · |                                   |           | Denkmal für den Förster und Offizier Walo von Greyerz (1815-1904) |
| El faro                           | Datei hochladen | El faro                            |  | Wandschmuck (Wandmalerei und Relief) mit Firmensignet «El faro» |  |                 | Kellereigebäude (1991 abgerissen mit Ausnahme der Schaufassade) | ·                                                |                                   |           | Geschäftshaus von Alfred Zweifel (1851-1920), Weinhändler und Konsul von Spanien |
| Zwingli und Pestalozzi            | Datei hochladen | Zwingli und Pestalozzi             |  | Sgraffito                                                       |  |                 | Angelrainschulhaus                                              | ·                                                | Werner Büchly                     | 1903      | Grossformatige Wandgemälde am Angelrainschulhaus |
| Tell und Winkelried               | Datei hochladen | Tell und Winkelried                |  | Sgraffito                                                       |  |                 | Angelrainschulhaus                                              | ·                                                | Werner Büchly                     | 1904      | Wandgemälde am Angelrainschulhaus |
| Burschen heraus                   | Datei hochladen | Burschen heraus                    |  | Terrakottarelief                                                |  |                 | Angelrainschulhaus                                              | ·                                                | Arnold Hünerwadel                 | 1904      | Relief neben dem Eingangstor des Schulhauses |
| Jugendfestmädchen                 | Datei hochladen | Jugendfestmädchen                  |  | Terrakottarelief                                                |  |                 | Angelrainschulhaus                                              | ·                                                | Arnold Hünerwadel                 | 1904      | Relief mit einem Motiv des Lenzburger Jugendfests, neben dem Eingangstor des Schulhauses |
| ohne Titel                        | Datei hochladen | ohne Titel                         |  | Wandmalerei Jugendstil                                          |  |                 |                                                                 | Poststrasse 4 ·                                  |                                   |           | |
| ohne Titel                        | Datei hochladen | ohne Titel                         |  | Bauornament Sandstein                                           |  |                 | Durchbruch                                                      | Torgasse ·                                       |                                   |           | Geometrische Gestaltung der Steinoberfläche neben dem Tordurchgang |
| ohne Titel                        | Datei hochladen | ohne Titel                         |  | Relief                                                          |  |                 |                                                                 | Niederlenzer Kirchweg ·                          | Wilhelm Schwerzmann               | 1913      | Fassadendekor am ehemaligen Verwaltungsgebäude der Hero AG |
| Kapitelle                         | Datei hochladen | Kapitelle                          |  | Bauplastik                                                      |  |                 |                                                                 | Niederlenzer Kirchweg ·                          | Wilhelm Schwerzmann               | 1913      | Elemente der Vorhalle am ehemaligen Verwaltungsgebäude der Hero AG |
| Justitia                          | Datei hochladen | Justitia                           |  | Bauplastik Steinrelief                                          |  |                 | Bezirksgebäude Lenzburg                                         | Metzgplatz ·                                     | Arnold Hünerwadel                 | 1939      | Wandrelief in der Vorhalle zum Amts- und Verwaltungsgebäudes des Bezirks Lenzburg |
| Grosse Kniende                    | Datei hochladen | Grosse Kniende                     |  | Bronzeplastik                                                   |  |                 |                                                                 | Grabenweg ·                                      | Arnold Hünerwadel                 | undatiert | |
| Flora                             | Datei hochladen | Flora                              |  |                                                                 |  |                 |                                                                 | Angelrain ·                                      |                                   | undatiert | |
| Grabmal Arnold Hünerwadel         | Datei hochladen | Grabmal Arnold Hünerwadel          |  |                                                                 |  |                 |                                                                 | Burghalde ·                                      |                                   |           | Grabmal für den Bildhauer Arnold Hünerwadel, mit einer vom Künstler noch selbst geschaffenen Bronzefigur «Auferstehung»                                                                                           |
| Schwebende                        | Datei hochladen | Schwebende                         |  | Relief Sandstein                                                |  |                 |                                                                 | Torgasse / Durchbruch ·                          | Peter Hächler                     | 1952      | Relief über dem Torbogen des «Durchbruchs» |
| Bronzevogel                       | Datei hochladen | Bronzevogel                        |  | Bronzeskulptur                                                  |  |                 | Schulhausbrunnen Schulhaus Lenzhard                             | Zeughausstrasse ·                                | Peter Hächler                     | 1960      | |
| Gockel                            | Datei hochladen | Gockel                             |  | Steinskulptur                                                   |  |                 | Brunnenfigur zum «Güggelibrunnen»                               | Burghaldenstrasse ·                              | Peter Hächler                     | 1960      | |
| ohne Titel                        | Datei hochladen | ohne Titel                         |  | Guss Englischzement                                             |  |                 |                                                                 | ·                                                | Franz Hans Ernst (1911-1986)      | undatiert | Skulptur im Garten der Burghalde aufgestellt |
| Winzerin                          | Datei hochladen | Winzerin                           |  | Steinskulptur                                                   |  |                 |                                                                 | Burghalde ·                                      | Eduard Spörri                     | undatiert | |
| Brunnen                           | Datei hochladen | Brunnen                            |  |                                                                 |  |                 |                                                                 | Wilmatten ·                                      | Peter Hächler                     | 1965      | Brunnen für den SBB-Bahnhof Lenzburg; heute im Sportareal Wilmatten aufgestellt |
| Éventail                          | Datei hochladen | Éventail                           |  | Betonobjekt                                                     |  |                 |                                                                 | ·                                                | Peter Hächler                     | 1973      | Objekt aus mehreren aufeinander gestapelten Elementen; das Werk war früher im Stadtzentrum platziert und steht jetzt beim Sportzentrum Lenzburg.                                                                  |
| Tucson-Metamorphosen              | Datei hochladen | Tucson-Metamorphosen               |  | Objekte Stahl                                                   |  |                 |                                                                 | Schlossgasse ·                                   | Peter Hächler                     | 1986      | |
| ohne Titel                        | Datei hochladen | ohne Titel                         |  | Installation Metall                                             |  |                 |                                                                 | Hendschikerstrasse ·                             | Peter Hächler                     |           | Metallobjekt am Rand des Areals der Berufsschule Lenzburg |
| Grabmal Walo Bertschinger         | Datei hochladen | Grabmal Walo Bertschinger          |  |                                                                 |  |                 |                                                                 | Friedhof Lenzburg ·                              |                                   |           | Grabmal für den Bauunternehmer Walo Bertschinger, in Form eines Steintempelchens, mit Bronzefigur von Arnold Hünerwadel                                                                                           |
| Grablege                          | Datei hochladen | Grablege                           |  | Relief Stein                                                    |  |                 |                                                                 | Bahnhofstrasse ·                                 | unbekannt                         | undatiert | Reliefplatte in der Kirche Herz Jesu, Lenzburg |
| Inschrift                         | Datei hochladen | Inschrift                          |  | Beton                                                           |  |                 |                                                                 | Niederlenzerstrasse 34 ·                         |                                   |           | Inschriftstein zur Erinnerung an die Schriftstellerin Sophie Hämmerli-Marti |
| High-time-chapel                  | Datei hochladen | High-time-chapel                   |  | Installation Stahl                                              |  |                 |                                                                 | unbekannt (Wilstrasse)                           | Albert Siegenthaler               | 1975      | |
| Lebensbogen                       | Datei hochladen | Lebensbogen                        |  | Installation Ton                                                |  |                 |                                                                 | Friedhof Lenzburg ·                              | Ernst Häusermann                  | 1981      | Hoher Bogen aus Tonelementen zum Gemeinschaftsgrab im Friedhof Lenzburg |
| Lebens-Schloss Schweiz            | Datei hochladen | Lebens-Schloss Schweiz             |  | Installation                                                    |  |                 |                                                                 | Ellsworthweg ·                                   | Gillian White                     | 1985      | |
| Richtstätte                       | Datei hochladen | Richtstätte                        |  | Stele Stein                                                     |  |                 |                                                                 | Aarauerstrasse ·                                 |                                   |           | Denkmal auf dem ehemaligen Richtplatz an der Landstrasse |
| ohne Titel                        | Datei hochladen | ohne Titel                         |  | Glasmalerei                                                     |  |                 |                                                                 | Bahnhofstrasse ·                                 | Godi Hirschi                      | 1994      | Künstlersignatur zur Glasfensterserie in der Römisch-katholischen Pfarrkirche Herz Jesu |
| High Noon                         | Datei hochladen | High Noon                          |  | Platzgestaltung/Installation Beton, Stein                       |  |                 |                                                                 | Neuhofstrasse ·                                  | Peter Hächler                     | 1985      | Drei Objektgruppen mit Betonstelen auf dem vom Künstler gestalteten Platz zwischen den Gebäuden der Berufsschule Lenzburg, mit Brunnen und Sonnenuhr-Installation                                                 |
| High Noon                         | Datei hochladen | High Noon                          |  | Platzgestaltung/Installation                                    |  |                 |                                                                 | Neuhofstrasse ·                                  |                                   |           | Betonstele und Steinkreise mit der Funktion einer Sonnuhr; Teil des vom Künstler gestalteten Schulhausplatzes |
| High Noon                         | Datei hochladen | High Noon                          |  | Platzgestaltung Pflastersteine                                  |  |                 |                                                                 | Neuhofstrasse ·                                  |                                   |           | Teil des vom Künstler gestalteten Schulhausplatzes |
| Wasserschloss                     | Datei hochladen | Wasserschloss                      |  | Installation Metall                                             |  |                 |                                                                 | Metzgplatz ·                                     | Ueli Schneider                    | 1986      | In der Säulenhalle des Alten Gemeindesaals |
| Doppelstele                       | Datei hochladen | Doppelstele                        |  | Installation Stahl                                              |  |                 |                                                                 | Neuhofstrasse ·                                  | Peter Hächler                     | 1989      | Stahlobjekt, aufgestellt vor der Sporthalle Neuhof |
| ohne Titel                        | Datei hochladen | ohne Titel                         |  | Kunst am Bau                                                    |  |                 | Postgebäude Lenzburg                                            | Murackerstrasse ·                                | Agatha Wäckerlin                  | 1997      | Farbige Elemente mit Buchstaben, eingesetzt in die Fassade des Postgebäudes |
| ohne Titel                        | Datei hochladen | ohne Titel                         |  |                                                                 |  |                 | Wohnsiedlung Zelgmatte                                          | ·                                                | Bruno Weber                       | 1998      | Betonobjekte mit Mosaik überzogen, als Spielgeräte im Park bei der Wohnsiedlung Zelgmatte der Wohnbaugenossenschaft Lenzburg aufgestellt                                                                          |
| ohne Titel                        | Datei hochladen | ohne Titel                         |  | Wandmalerei                                                     |  |                 |                                                                 | Zelgmatte ·                                      | Gabi Fuhrimann                    | 1999      | Malerei an Wohngebäuden der Siedlung Zelgmatte |
| ohne Titel                        | Datei hochladen | ohne Titel                         |  | Installation                                                    |  |                 |                                                                 | Seetalplatz, Bachstrasse ·                       |                                   |           | |
| The Walk /Lenzburger Boulevard    | Datei hochladen | The Walk / Lenzburger Boulevard    |  | Bodengestaltung, Schilder-Arbeit                                |  |                 |                                                                 | Bahnhofstrasse ·                                 | Hans Ruedi Fricker                | 2006      | Serie von runden, in die Pflästerung eingefügten Platten mit Schriftzügen |
| Aabach                            | Datei hochladen | Aabach                             |  | Wandmalerei Acryl                                               |  |                 |                                                                 | Seetalplatz, Bachstrasse ·                       | Anja Vögeli, Franziska Aschwanden | 2017      | |
| Windfahne                         | Datei hochladen | Windfahne                          |  | Windfahne Metall                                                |  |                 |                                                                 | Burghalde ·                                      | Ueli Schneider                    | undatiert | |
| Stahlbau VHP250                   | Datei hochladen | Stahlbau VHP250                    |  | Metallobjekt                                                    |  |                 |                                                                 | Burghalde ·                                      | James Licini                      | 2008      | |
| Karussell                         | Datei hochladen | Karussell                          |  | Installation, Kreiselkunst Cortenstahl                          |  | Verkehrskreisel |                                                                 | Kirchgasse, Poststrasse ·                        | Gillian White                     | 2006      | |
| Brunnen                           | Datei hochladen | Brunnen                            |  |                                                                 |  |                 |                                                                 | Bahnhofstrasse ·                                 |                                   |           | |
| Brunnen                           | Datei hochladen | Brunnen                            |  |                                                                 |  |                 |                                                                 | Munimatt ·                                       |                                   |           | |
| Ying-Yang                         | Datei hochladen | Ying-Yang                          |  | Installation                                                    |  |                 |                                                                 | Bahnhofstrasse ·                                 | Beat Rosenberg                    | 2013      | |
| Findlinge                         | Datei hochladen | Findlinge                          |  | Installation Kunststoff, Beton                                  |  |                 |                                                                 | Bachstrasse ·                                    | Eva Rudolph                       | 2016      | Kunstwerk beim Alterszentrum Obere Mühle |
| Gemeinsam in die Zukunft          | Datei hochladen | Gemeinsam in die Zukunft           |  | Wandmalerei                                                     |  |                 |                                                                 | ·                                                | Pirmin Breu                       | 2016      | Malerei im Schulhaus Lenzhard |
| Hero                              | Datei hochladen | Hero                               |  | Wandmalerei Acryl                                               |  |                 |                                                                 | Breitfeldstrasse ·                               | Anja Vögeli, Franziska Aschwanden | 2016      | Wandmalerei beim Zugang zur Bahnunterführung |
| ohne Titel                        | Datei hochladen | ohne Titel                         |  | Stele Granit                                                    |  |                 |                                                                 | Martha-Ringier-Strasse ·                         | Jean-Louis Ruffieux               | undatiert | |
| ohne Titel                        | Datei hochladen | ohne Titel                         |  | Skulptur Holz                                                   |  |                 |                                                                 | Fünflinden ·                                     |                                   | undatiert | |
| ohne Titel                        | Datei hochladen | ohne Titel                         |  | Bodengestaltung                                                 |  |                 |                                                                 | ·                                                |                                   | undatiert | Bodengestaltung beim Angelrainschulhaus |
| Steinechsen                       | Datei hochladen | Steinechsen                        |  | Landschaftskunst                                                |  |                 |                                                                 | Fabrikstrasse ·                                  | Eva Foley Furrer                  | 2013      | Zwei Steininstallationen in der Form von riesenhaften Eidechsen, aus Findlingen, Bruchsteinen und Beton gebildet, auf dem Gelände des Kieswerks Lenzburg als Landschaftsobjekte und als Lebensraum für Kleintiere |